# Pasul Uz
Pasul Uz (în maghiară Rugát-hágó) este o trecătoare din Carpații Orientali situată în Munții Ciucului la altitudinea de 1085 m, care face legătura dintre Depresiunea Dărmănești, respectiv orașul Dărmănești – aflate județul Bacău și, reședința comunei Sânmartin aflată în județul Harghita.

## Date geografice
Pasul este un punct de trecere între valea Trotușului (DN12A) aflată în Moldova și Depresiunea Ciucului (valea Oltului – DN12) aflată în Transilvania, fiind calea cea mai scurtă cale de acces moldo-transilvană. De asemenea, este și cea mai scurtă legătură între Târgu Ocna și Miercurea Ciuc.
Trecătoarea este situată pe culmea dintre vârfurile Cicinda (1197 m) - aflat la nord și Botșarca și Gruiul Mare (1192 m) aflate la sud, între satele Eghersec aflat la est și Sânmartin aflat la vest.
La aproximativ 30 de km de Sânmartin se află  Defileul Uzului (sau Kiss-Tölgyesi-szoros,). Zona de defileu se află la jumătate de oră distanță de fosta graniță.
Cea mai apropiată cale ferată este magistrala situată pe valea Oltului.
În apropiere spre nord se află Pasul Ghimeș, iar spre sud Pasul Cașin.

## File de istorie
Este posibil ca o parte dintre trupele lui Mihai Viteazul din primăvara anului 1600 să fi trecut din Țara Bârsei și Scaunele secuiești în Principatul Moldovei, prin acest pas (corpul principal de oaste trecând prin Pasul Oituz pentru a se angaja în luptă cu Ieremia Movilă).
Ulterior, este de menționat că la începutul secolului al XIX-lea, drumul Cașinului Secuiesc urma valea râului Uz. Mai târziu în 1840, aici este semnalat un post de graniță. Satul Poiana Uzului din județul Bacău, ce s-a format ulterior, în anii 1971-1972 a fost dislocat, pentru a face loc viitorului lac de acumulare de la Poiana Uzului.
La nivelul anului 1896 drumul avea puțin trafic rutier, fiind accesibil doar cu vehicule ușoare. Valea era sălbatică, fiind mărginită de păduri întunecate de pin și munți stâncoși și abrupți, cu o vale din ce în ce mai îngustată și dificil de parcurs. Tot aici se aflau și 14 gatere, care afectau pădurile prin exploatări.

## Obiective turistice de interes situate în apropiere
- Lacul Poiana Uzului
- Masivul Ciomatu (Lacul Sfânta Ana, Tinovul Mohoș)
- Băile Tușnad